# Anomala gemella
Anomala gemella är en skalbaggsart som beskrevs av Thomas Say 1835. Anomala gemella ingår i släktet Anomala och familjen Rutelidae. Inga underarter finns listade i Catalogue of Life.